# Антарктический диалект английского языка
Антарктический диалект английского языка (англ. Antarctic English) — диалект английского языка, на котором говорят люди, живущие в Антарктиде и на субантарктических островах. Данный диалект в основном используется учёными и работниками туристической индустрии Антарктики.
На протяжении XIX—XX веков антарктический английский испытывал влияние со стороны испанского языка, а также языков Северной Европы, что привело к появлению в диалекте ряда новых слов, используемых и в настоящее время.

## История изучения
В 1989 году австралийская писательница Бернадетт Хинс отправилась в Антарктиду с целью изучить лексикон работающих там учёных. По возвращении оттуда она написала о множестве уникальных слов, которые возникли на континенте и больше нигде в мире не использовались. В 2000 году Хинс опубликовала «Антарктический словарь» — книгу с подробным описанием слов, встречающихся в этом диалекте.
Антарктический акцент был впервые досконально изучен в 2019 году сотрудниками Американского акустического общества в исследовании, в рамках которого специалисты наблюдали за изменениями в фонетике голоса учёных в течение зимнего периода в Антарктиде. Они заметили изменение в произношении гласных у ученых: гласные в таких словах, как «еда» (англ. food) и «окно» (англ. window), стали произноситься в более переднем положении рта, нежели в других разновидностях английского языка.

## Словарный запас
Антарктический английский содержит различные слова, которые не используются в иных диалектах английского языка, а именно:
- «Donga» —  «Спальная комната» (в британском английском —  «Sleeping chamber»).

- «The Ice» — «Антарктика» (в британском английском — «Antarctica»).

- «Homer» — «домашнее пиво» (в британском английском — «Homebrew beer»).

- «Big Eye» — «бессонница» (в британском английском — «Insomnia»).

Помимо прочего, в антарктическом английском имеется также более 200 слов для обозначения различных типов льда. Кроме того, в сфере антарктического туризма существуют термины для различных типов туристических мероприятий, например, «Kodak poisoning» — «отравление Кодаком» (когда множество туристов фотографируют одно и то же место) и «Dead Penguin Tour» — «тур мёртвых пингвинов» (в конце лета пингвины бросают слабых птенцов, чьи тела на популярных маршрутах огорчают туристов).

### Заимствования из других языков
Антарктический английский подвергся влиянию как испанского, так и различных североевропейских языков. В частности, от испанского слова «campo» произошел термин «camp», которым в антарктическом английском называют сельскую местность. В восемнадцатом и девятнадцатом веках промышленники из Северной Европы, заинтересованные в китобойном промысле и торговле мехом, ввели в диалект различные технические термины, такие как слово норвежского происхождения «grax», обозначающее остатки твёрдых веществ в конце процесса китобойного промысла. Помимо этого, некоторые слова антарктического английского происходят из различных языков коренных американцев.

## Влияние
Антарктический английский оказал влияние на другие диалекты английского языка, и ряд арктических терминов из английского языка был впервые принят в Антарктиде (в особенности термины, относящиеся ко льду).